# دتش بويد
دتش بويد (بالإنجليزية: Dutch Boyd)‏ هو لاعب بوكر أمريكي، ولد في 24 ديسمبر 1980 في كولومبيا في الولايات المتحدة.